# Дом молодёжи (Выборг)
Дом молодёжи — здание в Выборге, построенное в 1930 году по проекту архитектора Я. Ланкинена в качестве приходского дома лютеранского кафедрального собора и в течение длительного времени выполнявшее функции гарнизонного дома офицеров. Расположенный в центре города на улице Димитрова шестиэтажный дом в стиле североевропейского неоклассицизма включён в перечень памятников архитектуры.

## История
Для нужд лютеранского Выборгского городского финского прихода, образованного в 1906 году и переименованного в 1931 году в приход Выборгского кафедрального собора, по проекту архитектора Я. Ланкинена на участке, расположенном неподалёку от здания храма, в 1928—1930 годах было построено шестиэтажное здание. Оно стало одним из последних примеров так называемого североевропейского неоклассицизма — переходного архитектурного стиля, который постепенно включал всё больше элементов функционализма и в 1930-х годах был окончательно вытеснен этим направлением модернизма. Гладко оштукатуренный фасад украшен вставками с рельефным геометрическим узором между окнами первого и второго этажей, а также декоративно оформленными креплениями под флаги в круглом поле: характерной особенностью скандинавских и прибалтийских стран является частое вывешивание национальных флагов. Оформление главного входного портала типично для многих общественных зданий Фенноскандии того периода. В качестве элемента декора решёток небольших боковых французских балконов был использован свастичный узор. Верхняя часть здания завершается карнизом с геометрическим орнаментом.
К основному объёму здания, оснащённого лифтом, примыкает дворовый корпус, вмещающий обширный актовый зал на 600 мест с высокими окнами и входом на втором этаже. В нём проводились приходские собрания. Приходские учреждения размещались на нижних этажах главного корпуса, а верхние этажи отводились под квартиры служителей церкви.
Здание недолго использовалось по первоначальному назначению: в результате советско-финских войн (1939—1944) деятельность лютеранского прихода прекратилась, и по окончании Великой Отечественной войны помещения занял Выборгский гарнизонный дом офицеров, образованный в 1945 году. Кованые изображения свастики, ассоциировавшиеся с нацистской идеологией и символикой, запрещённой решениями Нюрнбергского трибунала, а также некоторые интерьерные украшения с религиозной символикой были устранены в ходе послевоенной реконструкции (аналогично с фасада здания училища, переданного пограничникам, был убран барельеф с изображением Меркурия). В то же время сохранены идеологически нейтральные геометрические рельефные украшения фасада и внутренних оконных проёмов. Хорошо сохранился интерьер вестибюля у входа в зал на втором этаже: с колоннами, цветным декоративным полом, фигурными дверьми зала и литыми решётками перил.
Дом офицеров Выборгского гарнизона, проработавший более шестидесяти лет, внёс заметный вклад в культурное развитие города, выступая в качестве центра организации мероприятий по просвещению и культурному досугу не только военнослужащих, но и всех горожан. Большое признание получил коллектив народного театра, ставившего спектакли в актовом зале. Успехом пользовались и спортивные мероприятия: так, получила известность футбольная команда «Звезда» (в 1948—1953 годах играла под названием «Дом офицеров»). Популярным местом военно-массовых мероприятий был музей 30-го гвардейского армейского корпуса, в котором, в частности, проводились церемонии по приёму школьников в октябрята и пионеры.
В 2012 году на основании приказа министра обороны России от 7 июля 2010 года № 840 Дом офицеров Выборгского гарнизона был ликвидирован. Выборгская евангелическо-лютеранская община, получившая в 1991 году от Минобороны СССР здание собора Петра и Павла, предприняла попытку получить в собственность и бывший приходской дом, но суд отклонил иск религиозной организации, и в здании, переданном выборгской муниципальной администрации, открылся Дом молодёжи — единый районный клубный центр культурно-массовых молодёжных мероприятий. В нём дело бывшего музея 30-го гвардейского армейского корпуса продолжает выставочный зал «Выборг — город воинской славы», экспозиция которого отражает военно-исторические события, связанные с сооружением стелы «Город воинской славы».